# Ferret
A Ferret páncélozott gépkocsi, ugyancsak ismert mint Ferret Felderítő gépkocsi, a Brit Szárazföldi Erők felderítési feladatokra kialakított páncélozott harci járműve. A Ferret-t a brit Daimler vállalat gyártotta 1952 és 1971 között. A Brit Szárazföldi Erők és a Brit Nemzetközösség országai is egyaránt alkalmazták.

## Alkalmazók
- Ausztrália hadereje
- Kanada hadereje - 124 db (1954-1981)
- Új-Zéland hadereje
- Nagy-Britannia hadereje

## Változatok
A Ferret gépkocsi különböző változatokban készült, módosított felszereléssel, toronnyal vagy torony nélkül és Swingfire harckocsi elleni rakétával felszerelve. Több mint 60 különböző változata ismert.
Mk 1
- FV701
- összeköttetési feladatra
- torony nélkül

MK 1/1
- erősen páncélozott, Mk 1
- zárt páncéltest folyón való átgázoláshoz

Mk 1/2
- kiszélesített magas tető
- háromfős személyzet
- felszerelve Bren vagy később GPMG géppuskával

Mk 2
- az Alvis Saracen páncélozott gépkocsi tornyával
- elsőként legyártott

Mk 2/1 to 5

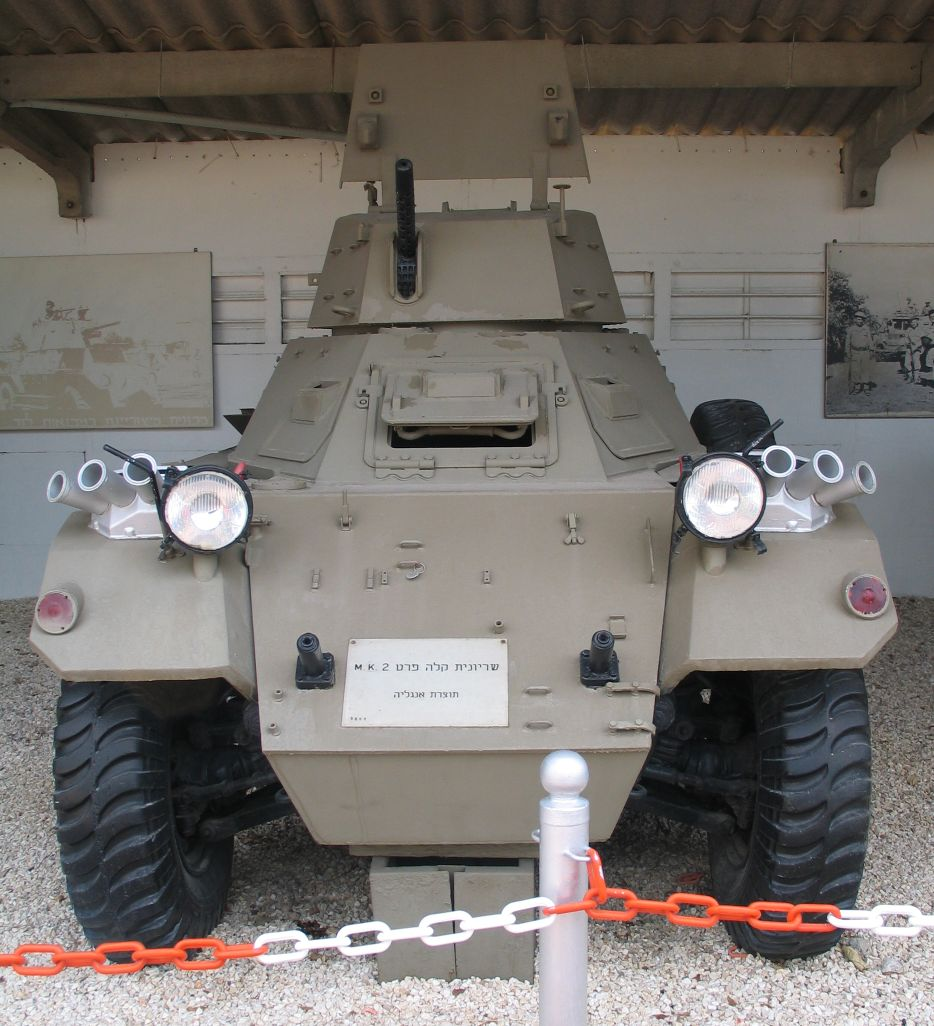
Mk 2 Ferret a batey-i ha-Osef múzeumban, Izrael.

kisebb változtatások a páncélzaton, változatonként
MK 2/6
- FV703
- iker Vigilant harckocsi elleni rakétával
- Brit Szárazföldi Erők és Abu-Dzabi

Mk 2/7
- FV701
- Mk 2/6 harckocsi elleni rakéta nélkül, a Vigilant rakéta kivonása után

Mk 4
- FV711
- feljavított Mk 2
- erősebb felfüggesztés
- védőrács

Mk 5
- FV712
- módosított Mark 4.
- L7 GPMG géppuska
- Swingfire harckocsi elleni rakétával

Ferret 80

## Kapcsolódó oldalak
- Ferret recognition diagrams(angol nyelvű)
- Warwheels.net(angol nyelvű)